# Atheta prudhoensis
Atheta prudhoensis es una especie de escarabajo del género Atheta, familia Staphylinidae. Fue descrita científicamente por Lohse en 1990.
Habita en Canadá y los Estados Unidos.